# Ruth Medufia
Ruth Medufia (Ghana, 1991 ou 1992) est une soudeuse ghanéenne, originaire de Sekondi-Takoradi. 

## Biographie
Ruth Medufia naît au Ghana d'une famille nombreuse, sa mère veut qu'elle devienne journaliste et son père qu'elle soit soldat ; mais afin de soutenir sa famille, et malgré les réticences de son père, elle choisit une autre voie.
À la fin de ses études secondaires, Ruth Medufia s'inscrit à l'Initiative de développement entrepreneurial inclusif des jeunes pour l'emploi (YIEDIE), une initiative Youth Forward de la Fondation Mastercard. Cette initiative vise à former les jeunes, y compris les femmes, à devenir des artisans qualifiés et agréés, en particulier dans le domaine de la construction, une industrie en pleine croissance au Ghana,.
En 2018, elle a été répertoriée parmi les 100 femmes les plus influentes et les plus inspirantes de la BBC au monde (100 femmes (BBC),. Ruth Medufia vit dans une communauté avec peu de possibilités et vise à être un modèle pour suivre les jeunes femmes dans l'industrie de la construction.